# Газова зйомка шахт
Газова зйомка шахт (рос. газовая съемка шахт, англ. gas mining survey, нім. Gasaufnahme f der Gruben f pl) – комплекс робіт по встановленню розподілу газу у виробках шахти. 
Мета Г.з.ш. – встановлення абсолютної газовості (багатогазності) гірничих виробок, нерівномірності газовиділення, газового балансу очисних дільниць, крил, горизонтів та шахти в цілому. 
Операції Г.з.ш. включають вимірювання в певних пунктах шахтної вентиляційної мережі середньої по перетину виробок концентрації газу і швидкості руху повітря, площі поперечного перетину виробок. 
Г.з.ш. виконується в період стабільної роботи шахти (процесу добування вугілля, вентиляції тощо). Дані Г.з.ш. використовуються для аналізу стану провітрювання, розрахунку вентиляції, визначення доцільності застосування дегазації, способів боротьби з метаном.